# Colisión estelar
Una colisión estelar es la unión de dos estrellas causada por la gravedad, la radiación gravitatoria y otros mecanismos que no se comprenden bien. Los astrónomos predicen que eventos de este tipo ocurren en los cúmulos globulares de nuestra galaxia aproximadamente una vez cada 10 000 años. El 2 de septiembre de 2008, los científicos observaron por primera vez una fusión estelar en Scorpius (llamada V1309 Scorpii), aunque no se sabía que fuera el resultado de una fusión estelar en ese momento. Una serie de colisiones estelares en un grupo denso durante un corto período de tiempo puede conducir a un agujero negro de masa intermedia a través de "colisiones estelares fuera de control".
Cualquier estrella en el universo puede chocar, ya sea que esté 'viva', lo que significa que la fusión todavía está activa en la estrella, o 'muerta', con la fusión que ya no tiene lugar. Las estrellas enanas blancas, las estrellas de neutrones, los agujeros negros, las estrellas de la secuencia principal, las estrellas gigantes y las supergigantes son muy diferentes en tipo, masa, temperatura y radio, por lo que reaccionan de manera diferente.
Un evento de onda gravitacional que ocurrió el 25 de agosto de 2017, GW170817, se reportó el 16 de octubre de 2017 como asociado con la fusión de dos estrellas de neutrones en una galaxia lejana, la primera fusión de este tipo observada a través de la radiación gravitacional.

## Tipos de fusiones y colisiones estelares

### Supernova tipo la
Las enanas blancas son los remanentes de estrellas de baja masa y, si forman un sistema binario con otra estrella, pueden causar grandes explosiones estelares conocidas como supernova de tipo Ia. La ruta normal a través de la cual ocurre esto involucra a una enana blanca que atrae material de una estrella de secuencia principal o de una estrella gigante roja para formar un disco de acreción. Sin embargo, una marca mucho más rara de supernova tipo Ia ocurre cuando dos enanas blancas se orbitan entre sí muy de cerca. La emisión de ondas gravitacionales hace que el par se dirija en espiral hacia adentro. Cuando finalmente se fusionan, si su masa combinada se acerca o supera el límite de Chandrasekhar, se enciende la fusión de carbono, lo que aumenta la temperatura. Dado que una enana blanca consiste en materia degenerada, no existe un equilibrio seguro entre la presión térmica y el peso de las capas superpuestas de la estrella. Debido a esto, las reacciones de fusión fuera de control calientan rápidamente el interior de la estrella combinada y se propagan, causando una explosión.. En un asunto de segundos, toda la masa de la enana blanca es expulsada al espacio.

### Fusiones de estrella de neutrones
Las fusiones de estrellas de neutrones se producen de una manera similar a la rara marca de supernovas de tipo Ia que resulta de la fusión de enanas blancas. Cuando dos estrellas de neutrones se orbitan entre sí, giran en espiral hacia adentro a medida que pasa el tiempo debido a la radiación gravitatoria. Cuando se encuentran, su fusión lleva a la formación de una estrella de neutrones más pesada o un agujero negro, dependiendo de si la masa del remanente excede el límite de Tolman-Oppenheimer-Volkoff. Esto crea un campo magnético que es billones de veces más fuerte que el de la Tierra, en cuestión de uno o dos milisegundos. Los astrónomos creen que este tipo de evento es lo que crea estallidos cortos de rayos gamma y kilonova.

### Objetos Thorne–Żytkow
Si una estrella de neutrones colisiona con un gigante rojo de masa y densidad suficientemente bajas, ambos pueden sobrevivir en la forma de un híbrido peculiar conocido como objeto Thorne-Żytkow, con una estrella de neutrones rodeada por un gigante rojo.

### Fusiones de estrellas binarias
Aproximadamente la mitad de todas las estrellas en el cielo son parte de sistemas binarios, con dos estrellas orbitando entre sí. Algunas estrellas binarias se orbitan entre sí tan cerca que comparten la misma atmósfera, dando al sistema una forma de cacahuete. Si bien la mayoría de las estrellas binarias de contacto son estables, algunas se han vuelto inestables y se han fusionado en el pasado por razones que no se comprenden bien (consulte la sección correspondiente a continuación).

## Formación de planetas
Cuando dos estrellas de poca masa en un sistema binario se fusionan, se crea un disco de acrecimiento desde el que se pueden formar nuevos planetas.

## Descubrimiento
Si bien el concepto de colisión estelar ha existido durante varias generaciones de astrónomos, solo el desarrollo de nuevas tecnologías ha hecho posible que se estudie de forma más objetiva. Por ejemplo, en 1764, el astrónomo Charles Messier descubrió un cúmulo de estrellas conocido como Messier 30. En el siglo XX, los astrónomos concluyeron que el grupo tenía aproximadamente 13 000 millones de años. El telescopio espacial Hubble resolvió las estrellas individuales de Messier 30. Con esta nueva tecnología, los astrónomos descubrieron que algunas estrellas, conocidas como "rezagadas azules", parecían más jóvenes que otras estrellas en el cúmulo. Luego, los astrónomos plantearon la hipótesis de que las estrellas pueden haber "chocado" o "fusionado", lo que les da más combustible, por lo que continuaron la fusión mientras que otras estrellas a su alrededor comenzaron a apagarse.

## Las colisiones estelares y el sistema solar
Si bien las colisiones estelares pueden ocurrir en algunas zonas muy densamente pobladas de la galaxia, (núcleo, cúmulos globulares,...) la probabilidad de una colisión que involucre al Sol es muy, muy pequeña. Un cálculo de probabilidad predice que la tasa de colisiones estelares que involucra al Sol es de 1 en 1028 años
Para comparación, la edad del universo es del orden de 1010 años. La probabilidad de encuentros cercanos con el Sol también es pequeña. La tasa es estimada por la fórmula:
N ~ 4.2 · D2 Myr−1
Donde N es el número de encuentros por millón de años que vienen dentro de un radio D del Sol en parsecs. Para comparación, el radio medio de la órbita de la Tierra, 1 UA, es 4,82 ×10-6 parsecs.
Es probable que nuestra estrella no se vea directamente afectada por tal evento, pero la Tierra puede verse afectada fácilmente por una colisión cercana. Los astrónomos dicen que si ocurre una colisión estelar dentro de los 100 años luz de la Tierra, el estallido de rayos gamma resultante podría destruir toda la vida en la Tierra. Sin embargo, esto todavía es muy improbable porque no hay grupos estelares tan cerca del sistema solar.

## KIC 9832227 y fusiones de estrellas binarias
KIC 9832227 es un ejemplo de un sistema de estrella binaria de contacto eclipsante. Se compone principalmente de dos estrellas que orbitan entre sí tan estrechamente que comparten la misma atmósfera, lo que le da al sistema una forma de maní. Si bien los astrónomos han encontrado cientos de estos binarios de contacto, KIC 9832227 es inusual porque es inestable. Se prevé que la fusión de los núcleos de las dos estrellas se observará en 2022, explotando en forma de una nova roja luminosa en Cygnus.. El mecanismo detrás de las fusiones de estrellas binarias no se conoce bien, y actualmente es el enfoque principal de quienes investigan KIC 9832227.